# Afganistan na Letnich Igrzyskach Paraolimpijskich 2012
Afganistan na Letnich Igrzyskach Paraolimpijskich w Londynie reprezentował 1 zawodnik.

## Kadra

### Podnoszenie ciężarów
| Zawodnik              | Konkurencja | Wynik | Pozycja |
| --------------------- | ----------- | ----- | ------- |
| Mohammad Fahim Rahimi | -75kg (m)   | 127   | 12      |